# Jan Theodoor van Rijswijck
Jan Theodoor van Rijswijck, född 8 juli 1811 i Antwerpen, död där 7 maj 1849, var en flamländsk skald. Han var bror till Jan Baptist van Rijswijck.
J.T. van Rijswijck var en av den flamländska litteraturrörelsens banbrytare, särskilt vad gäller sina lyriska Volksliedjes (1846). Han brukar synnerligen starka ord mot det franska inflytandet på belgiska litteraturen. Hans arbeten (Volledige werken) utgavs samlade 1853 (fjärde upplagan i tre band 1885). Han biografi skrevs av Jacob Heremans.